# Saison 6 d'Un village français
Chronologie
Saison 5 d'Un village français Saison 7 d'Un village français
Cet article présente le guide des épisodes de la sixième saison de la série télévisée Un village français.

## Épisode 1:Paris libéré
- Numéros : 49 (6-01)
- Réalisation : Jean-Philippe Amar
- Diffusion(s) : 
  -  France : 18 novembre 2014 sur France 3
- Audience(s) : 3,3 millions (12,3 %).
- Résumé : 25 août 1944 : le général de Gaulle annonce la libération de Paris à la radio et Villeneuve vit ses dernières heures sous l'Occupation. Les Résistants, dirigés par Marie, doivent s'abstenir de toute action en ville et prêter main-forte aux Américains pour couper le pont qui mène à Villeneuve, tandis que les Allemands préparent leur repli en train. Müller déserte pour fuir en Suisse avec Hortense, sous une fausse identité. Les miliciens ont pris le contrôle de la ville. L'extrémiste Janvier, qui les commande, est résolu à faire un bain de sang. Suzanne et Antoine, que les épreuves de l'année passée ont rapprochés, assistent cachés au massacre sadique de la famille Vernet : Janvier tue sa femme puis Vernet et enjoint à Alban d'abattre les deux enfants. Suzanne et Antoine décident alors de tuer chez lui Janvier.

## Épisode 2:Le pont
- Numéros : 50 (6-02)
- Réalisation : Jean-Philippe Amar
- Diffusion(s) : 
  -  France : 18 novembre 2014 sur France 3
- Audience(s) : 3,3 millions (12,3 %)
- Résumé : 26 août 1944 : Hortense et Heinrich poursuivent leur route vers la Suisse tandis que Suzanne et Antoine sont activement recherchés par les autorités. Les miliciens, commandés par Blanchon qui remplace Janvier, négocient auprès du commandant allemand Schneider une place avec leur famille dans le dernier train pour Belfort. L'officier accepte à condition que la Milice accomplisse pour lui un dernier travail. Au pont de Villeneuve, Marie, ses résistants et le détachement américain sont pris sous le feu de tireurs cachés sur la crête et échouent à faire sauter le pont.

## Épisode 3:La corde
- Numéros : 51 (6-03)
- Réalisation : Jean-Philippe Amar
- Diffusion(s) : 
  -  France : 25 novembre 2014 sur France 3
- Audience(s) : 3,1 millions (11,2 %)
- Résumé : 27 août 1944 : Jean Marchetti et le sous-préfet Servier tirent profit de l’arrestation d’Antoine et Suzanne pour négocier avec les résistants et le CDL des garanties de protection. De retour au commissariat déserté, Marchetti est emmené par les miliciens. Le chef de la Résistance à Villeneuve, Marie Germain, séparée des Américains à la suite de l’attaque de leur convoi par les Allemands, est capturée et conduite à Villeneuve, où le commandant Schneider organise avec la milice les représailles à la suite de l’attentat contre Janvier et des officiers allemands, en faisant pendre plusieurs otages dans la cour de l’école. Il se désintéresse de Marie, déclarant refuser de pendre une femme, même terroriste, et préférer terroriser la population en exécutant des innocents. Elle est donc pendue par Marchetti.

## Épisode 4:Sur le quai
- Numéros : 52 (6-04)
- Réalisation : Jean-Philippe Amar
- Diffusion(s) : 
  -  France : 25 novembre 2014 sur France 3
- Audience(s) : 3,1 millions (11,2 %)
- Résumé : 28 août 1944 : À la gare, Jean Marchetti, Blanchon, ses miliciens et leurs familles attendent le train qui doit les emmener à Belfort. Schneider leur impose la garde d'un groupe de juifs à déporter dans le même train, et Marchetti reconnait avec accablement parmi ceux-ci Rita et son enfant. Pendant ce temps, le Docteur Daniel Larcher découvre que Gustave, son neveu orphelin, est livré à lui-même et fait du marché noir. L'institutrice Lucienne, seule avec sa fille et son père, est de retour à l’école après un an d'absence et sans nouvelles de son mari Louis Bériot. Heinrich Müller et Hortense sont interceptés par des gendarmes allemands et délivrés par les Américains juste avant leur exécution. Heinrich est identifié comme SS par son tatouage et ils sont séparés. En cellule, Hortense retrouve Jeannine, ex-épouse de Raymond Schwarz et veuve de Chassagne. A Villeneuve, un détachement allemand qui se repliait reprend le contrôle de la ville. Leur chef installe ses blessés graves dans l'école et oblige Lucienne, puis Daniel Larcher à les soigner en menaçant Gustave.

## Épisode 5:L'homme sans nom
- Numéros : 53 (6-05)
- Réalisation : Jean-Philippe Amar
- Diffusion(s) : 
  -  France : 2 décembre 2014 sur France 3
- Audience(s) : 3.1 millions (11,2 %)
- Résumé : 28 août 1944 : À la gare l’ambiance est tendue : il n’y aura pas de train pour Belfort et le commandant Schneider exige que les miliciens exécutent le groupe de Juifs qu’ils devaient convoyer. Blanchon refuse de commettre un massacre en présence des familles de miliciens. Schneider va procéder lui-même à la tuerie lorsque Marchetti intervient et l'abat. Dans la fusillade qui oppose Allemands et miliciens, il s'esquive avec Rita et son fils. Dans les locaux de l'école, Daniel Larcher et Lucienne opèrent un blessé allemand, puis Lucienne reconnait sous ses bandages le soldat allemand brulé.

## Épisode 6:Le groupe
- Numéros : 54 (6-06)
- Réalisation : Jean-Philippe Amar
- Diffusion(s) : 
  -  France : 2 décembre 2014 sur France 3
- Audience(s) : 3.1 millions (11,2 %)
- Résumé : 29 août 1944 : Lucienne installe Kurt dans sa chambre pour soigner ses brulures, malgré le pronostic médical négatif de Daniel Larcher. Installé à l'ancienne scierie de Schwarz, De Kervern, le nouveau préfet, tente tant bien que mal de faire respecter l’autorité du Gouvernement Provisoire auprès des Résistants et du CDL. L’enjeu : reprendre le contrôle de Villeneuve. Une mission de reconnaissance constate l'évacuation complète de la ville et de l'école par les Allemands. Les résistants pénètrent dans Villeneuve pour prendre le contrôle du commissariat, de la sous-préfecture et de l'école, lorsqu'ils tombent sur les miliciens venus chercher des camions. Dans la fusillade, Kervern est gravement blessé et entrainé par les miliciens qui se retranchent dans l'école, avec Daniel Larcher et Lucienne en otages.

## Épisode 7:Une explosion
- Numéros : 55 (6-07)
- Réalisation :
- Diffusion(s) : 
  -  Belgique : 19 septembre 2015 sur La Trois (RTBF)[1]
  -  France : 24 novembre 2015 sur France 3
- Audience(s) : 2.8 millions (10,3 %)
- Résumé : Septembre 1944 : Tandis que les miliciens assiégés dans l'école préparent des explosifs pour faire la faire sauter, les résistants sont rejoints par Raoul, fils de Marie Germain, qui apprend l'exécution de sa mère.  Puis arrive Jules Bériot, nouveau sous-préfet gaulliste. Il impose de négocier la reddition des miliciens, provoquant la colère d'Anselme qui veut faire un massacre vengeur. Bériot obtient la reddition de Blanchon et de ses hommes, sur promesse d'un transfert pour être jugés sans haine dans une autre ville. En attendant, ces prisonniers sont parqués dans le secteur de l'école qui a servi à la détention des juifs avant leur déportation. Ensuite, Bériot retrouve dans son ancien logement une Lucienne distante et fuyante. Son père lui explique la situation, Lucienne héberge son ancien amant allemand, blessé, et demande l'indulgence de Bériot.

## Épisode 8:Le procès
- Numéros : 56 (6-08)
- Réalisation :
- Diffusion(s) : 
  -  Belgique : 19 septembre 2015 sur La Trois (RTBF)[1]
  -  France : 24 novembre 2015 sur France 3
- Audience(s) : 2.8 millions (10,3 %)
- Résumé : Septembre 1944 : Devant l'impossibilité de les transporter les quatorze miliciens détenus vers Besançon pour leur procès, Bériot décide de monter une cour martiale dans l'école de Villeneuve. Il demande à Antoine et Suzanne d'assister Anselme comme juges, alors qu'Edmond est désigné procureur et Daniel Larcher avocat de la défense. Ce dernier n'accepte cette charge qu'à condition que Bériot lui garantisse un traitement modéré à l'encontre d'Hortense, menacée comme compagne de Müller. Alors que le procès s'engage, Bériot reçoit de son supérieur l'ordre d'exécuter tous les miliciens, en raison des exactions que continuent de commettre les groupes de miliciens qui subsistent.

Rita a rejoint Villeneuve avec son bébé, mais elle ne peut obtenir d'aide alimentaire des services d'Edmond, n'étant pas résidente. Elle retrouve Ezéchiel Cohn et sa fille, autres rescapés des déportations de juifs. Bériot maintient l'ordre à Villeuneuve comme il peut, et empêche le lynchage de l'ex-sous-préfet Servier, en le plaçant en résidence surveillée.

## Épisode 9:Le crépuscule avant la nuit
- Numéros : 57 (6-09)
- Réalisation :
- Diffusion(s) : 
  -  Belgique : 3 octobre 2015 sur La Trois (RTBF)[1]
  -  France : 1er décembre 2015 sur France 3
- Audience(s) : 2.8 millions (10,6 %)
- Résumé : Septembre 1944 : Bériot notifie l'ordre qu'il a reçu aux trois juges Anselme, Antoine et Suzanne, puis se rend à la scierie de Raymond Schwartz commander un lot de planches, à livrer le lendemain. D'après les dimensions demandées, Raymond devine que ces planches sont destinées à faire des cercueils, pour un jugement défini avant d'être rendu. Pour prix de sa discrétion, il exige de Bériot que son ex-épouse Jeannine, qui s'est réfugiée chez lui, ne soit pas poursuivie pour sa relation avec le collaborationniste Chassagne.

À l'heure du grand bal de la Libération organisé par Bériot, Villeneuve chante et danse au son de la TSF dans le bâtiment de l'école, le pillage de la cave de Servier a fourni à profusion des bouteilles de qualité. Cohn convainc Rita de reformer une famille ensemble. Antoine s'intéresse à une jeune femme isolée, qu'il ignore être la sœur d'Alban. Mais la fête n'est pas pour tout le monde. Dans un coin de la cour, les miliciens prisonniers attendent leur probable exécution. Le commandant américain passe pour sommer Bériot de rétablir l'ordre dans la région où les anciens résistants imposent leurs règlements de compte. Il lui impose la présence d'un surveillant américain, à qui le secrétaire de Bériot affecte une cavalière pour le neutraliser durant la fête. Bériot nomme chef de la nouvelle police Antoine Loriot, l'ancien bras droit de Marchetti. Ne prennent aussi pas part à la fête Anselme et Raoul Germain qui veut venger l'exécution de sa mère et errent dans Villeneuve, bientôt complètement ivres.
Fatigué et ayant trop bu, Bériot retrouve dans son appartement Lucienne, épuisée par ses veilles au chevet de Kurt et qui cherche à dormir quelques heures. Bériot lui déclare son attirance, elle répond qu'elle ne l'a jamais aimée, et s'enferme dans la chambre. Revenu dans le séjour, Bériot entend la respiration difficile de Kurt dans la seconde chambre et va l'étouffer sous un oreiller.

## Épisode 10:La loi du désir
- Numéros : 58 (6-10)
- Réalisation :
- Diffusion(s) : 
  -  Belgique : 3 octobre 2015 sur La Trois (RTBF)[1]
  -  France : 1er décembre 2015 sur France 3
- Audience(s) : 2.8 millions (10,6 %)
- Résumé : Septembre 1944 : Antoine, qui a passé la nuit avec Geneviève, apprend qu'elle est la sœur du milicien Alban. Le procès des miliciens reprend, en présence d'observateurs américains et de Geneviève dans l'assistance. Informé par Jeannine de l'acquisition des cercueils, Daniel Larcher dénonce un jugement rédigé d'avance, ce qui provoque une interruption de séance. Réunis dans l'arrière-salle, les trois juges et Bériot se concertent. Bériot impose de moduler les verdicts en épargnant les derniers engagés dans la Milice. Furieux de cette restriction, Anselme démissionne de sa fonction de président de la cour martiale et est remplacé par Antoine. Antoine prononce le verdict, neuf miliciens sont condamnés à mort et fusillés peu après. Cinq autres sont épargnés, dont Alban. Bériot propose à Antoine de devenir chef de la police, aux côtés d'Antoine Loriot. Geneviève vient le remercier pour avoir épargné son frère et pour le séduire. À la scierie Schwarz, Raymond est furieux de la trahison de Jeannine qui veut évincer Bériot, grâce à l'appui de son père. Il la met dehors, ce qui permet son arrestation, pour collaboration, par Anselme et Raoul. Jean Marchetti, quant à lui, est aux abois et se réfugie chez Cohn et propose à Rita de fuir ensemble en Suisse.

## Épisode 11:Arrestations
- Numéros : 59 (6-11)
- Réalisation :
- Diffusion(s) : 
  -  Belgique : 10 octobre 2015 sur La Trois (RTBF)[1]
  -  France : 8 décembre 2015 sur France 3
- Audience(s) : 2.95 millions (11,0 %)
- Résumé : Septembre 1944 : Tandis que les tensions entre Bériot et le CDL montent, les problèmes du quotidien s'aggravent : ravitaillement, santé, hébergement, c'est la pénurie. Antoine et Loriot récupèrent Jeannine de sa détention par Anselme et Raoul, elle est mise en résidence surveillée chez elle, comme Hortense, avant d'être jugée par le Comité d'épuration. Le communiste Edmond veut devenir maire de Villeneuve et demande à Suzanne de trouver au commissariat quelque élément compromettant Bériot. Suzanne use de son charme pour que Loriot fouille les vieux dossiers. À la réunion du conseil municipal avec le CDL, Bériot destitue Edmond pour son incapacité à assurer un ravitaillement et nomme Daniel Larcher administrateur civil. Mais la réhabilitation de Daniel est de courte durée, car Edmond récupère par l'intermédiaire de Loriot et de Suzanne l'ordre rédigé par Müller qui a fait libérer Daniel comme « informateur de la police allemande » ...

Le récit de Geneviève sur l'action de Marchetti à la gare et sa fuite avec Rita permet à Antoine de faire le lien entre Marchetti et Rita, puis Rita et Cohn, et de venir arrêter Marchetti au domicile de Cohn.

## Épisode 12:Libération
- Numéros : 60 (6-12)
- Réalisation :
- Diffusion(s) :
  -  Belgique : 10 octobre 2015 sur La Trois (RTBF)[1]
  -  France : 8 décembre 2015 sur France 3
- Audience(s) : 2.95 millions (11,0 %)
- Résumé : Septembre 1944 : Antoine enferme Marchetti, en cellule où se trouvent déjà les miliciens qui n'ont pas été fusillés. Bériot se voit imposer par sa hiérarchie de le transférer à Dijon, pour y être jugé, mais la rumeur de l'arrestation du « Boucher de Villeuneuve » provoque l'irruption au commissariat du groupe de FFI emmenés par Anselme, Suzanne et Raoul. Bériot parvient à exfiltrer Marchetti et partir en voiture pour Dijon, tandis qu'Antoine tente de démentir l'arrestation de Marchetti. Lorsque la nouvelle du départ de Bériot et de Marchetti parvient au commissariat, la fureur se déchaîne. Antoine est assommé, le sarcasme d'un milicien (« C'est pas l'entente cordiale dans la Résistance ») provoque leur massacre par Raoul, qui traîne Alban pour le lyncher et le pendre dans la cour de l'école. Écœuré par ces violences qui lui rappellent les atrocités de la guerre d'Espagne, Anselme laisse faire.

Daniel Larcher, désavoué par Bériot, et Hortense s’apprêtent à quitter la ville, mais Hortense est prise à partie par la foule qui allait fusiller Ludwig, l'ordonnance de Müller. Si Ludwig est finalement conduit par les FFI dans un camp de prisonniers, Daniel est assommé, Hortense est molestée par la foule, emmenée sous les humiliations dans la cour de l'école et tondue.
Quelques jours après, la même foule acclame la cérémonie présidée par Bériot pour renommer la place du village en « place Marie Germain ».
Enfin, Bériot fait inhumer Kurt sous une fausse identité, dans une cérémonie discrète.